# Паймен (река)
Паймен (англ. Pieman River) — река на северо-западе острова Тасмания (Австралия).

## География
Река Паймен начинается у западной оконечности искусственного озера (водохранилища) Розбери (Lake Rosebery), водная поверхность которого находится на высоте 159 м. Оно образовано в месте слияния рек Макинтош (Mackintosh River) и Марчисон (Murchison River). В месте, откуда вытекает река Паймен, находится плотина и гидроэлектростанция Бастян (Bastyan Power Station), строительство которой было окончено в 1983 году. Примерно в 3 км южнее плотины у реки Паймен находится город Розбери, через который проходит автомобильная дорога  Марчисон-Хайвей (Murchison Highway).
Ниже по течению на реке Паймен находится плотина и гидроэлектростанция Рис (Reece Power Station), строительство которой было окончено в 1987 году. В результате постройки плотины Рис вдоль значительной части русла реки образовалось искусственное озеро (водохранилище) Паймен (Lake Pieman), водная поверхность которого находится на высоте 97 м.
Река Паймен впадает в Индийский океан. Хотя, согласно формальному определению, устье реки находится в зоне Большого Австралийского залива, на картах Тасмании он обычно не упоминается.
В нижней части реки Паймен есть небольшое селение Коринна (Corinna), где можно на пароме переправиться с одного берега реки на другой. Оттуда же организуются речные круизы для туристов.
Общая площадь бассейна реки Паймен, куда также включаются бассейны рек Макинтош и Марчисон, составляет более 4100 км².
К северу от реки Паймен находится образованная в 1982 году заповедная зона Артур—Паймен, которая прилегает к побережью Индийского океана. Её северная граница проходит рядом с рекой Артур, южная граница проходит вдоль реки Паймен, а с востока она ограничена реками Франкленд (приток Артура) и Доналдсон (приток Паймена).